# Sphacelotheca panjabensis
Sphacelotheca panjabensis är en svampart som beskrevs av Syd. 1939. Sphacelotheca panjabensis ingår i släktet Sphacelotheca och familjen Microbotryaceae.   Inga underarter finns listade i Catalogue of Life.